# Viaggio apostolico di Francesco in Turchia 2014
Il viaggio apostolico di Francesco in Turchia si è tenuto dal 28 al 30 novembre 2014 su invito delle autorità civili e religiose locali, nonché del Patriarcato ecumenico di Costantinopoli. Papa Francesco si è recato nel Paese euroasiatico principalmente per far visita al Patriarca ecumenico Bartolomeo I in occasione della festa di Sant'Andrea.
Si tratta della quarta visita di un Pontefice alla Turchia dopo quelle di Paolo VI nel 1967, di Giovanni Paolo II nel 1979 e di Benedetto XVI nel 2006.